# Ferreruela
Ferreruela ist ein nordwestspanischer Ort und eine Gemeinde (municipio) mit nur noch 419 Einwohnern (Stand: 2024) im Süden der Provinz Zamora in der Autonomen Gemeinschaft Kastilien-León. Zur Gemeinde gehören neben dem namensgebenden Hauptort Ferreruela de Tábara die Ortschaften Escober de Tábara und Sesnández de Tábara.

## Lage und Klima
Ferreruela liegt am westlichen Rand der Kastilischen Hochebene (Meseta Iberica) in einer Höhe von ca. 830 m. Die Provinzhauptstadt Zamora ist gut 43 km (Fahrtstrecke) in südöstlicher Richtung entfernt. Das gemäßigte Kontinentalklima wird nur selten vom Atlantik beeinflusst; Regen (539 mm/Jahr) fällt vorwiegend im Winterhalbjahr.

## Bevölkerungsentwicklung
| Jahr      | 1970 | 1981 | 1991 | 2001 | 2011 | 2021 |
| Einwohner | 1325 | 1048 | 749  | 652  | 563  | 441  |

## Sehenswürdigkeiten
- Kirche Mariä Himmelfahrt (Iglesia de Nuestra Señora de la Asunción) in Ferreruela
- Pelagiuskirche in Escober de Tábara
- Magdalenenkirche in Sesnández de Tábara
- Kreuzkapelle (Ermita de Vera Cruz)

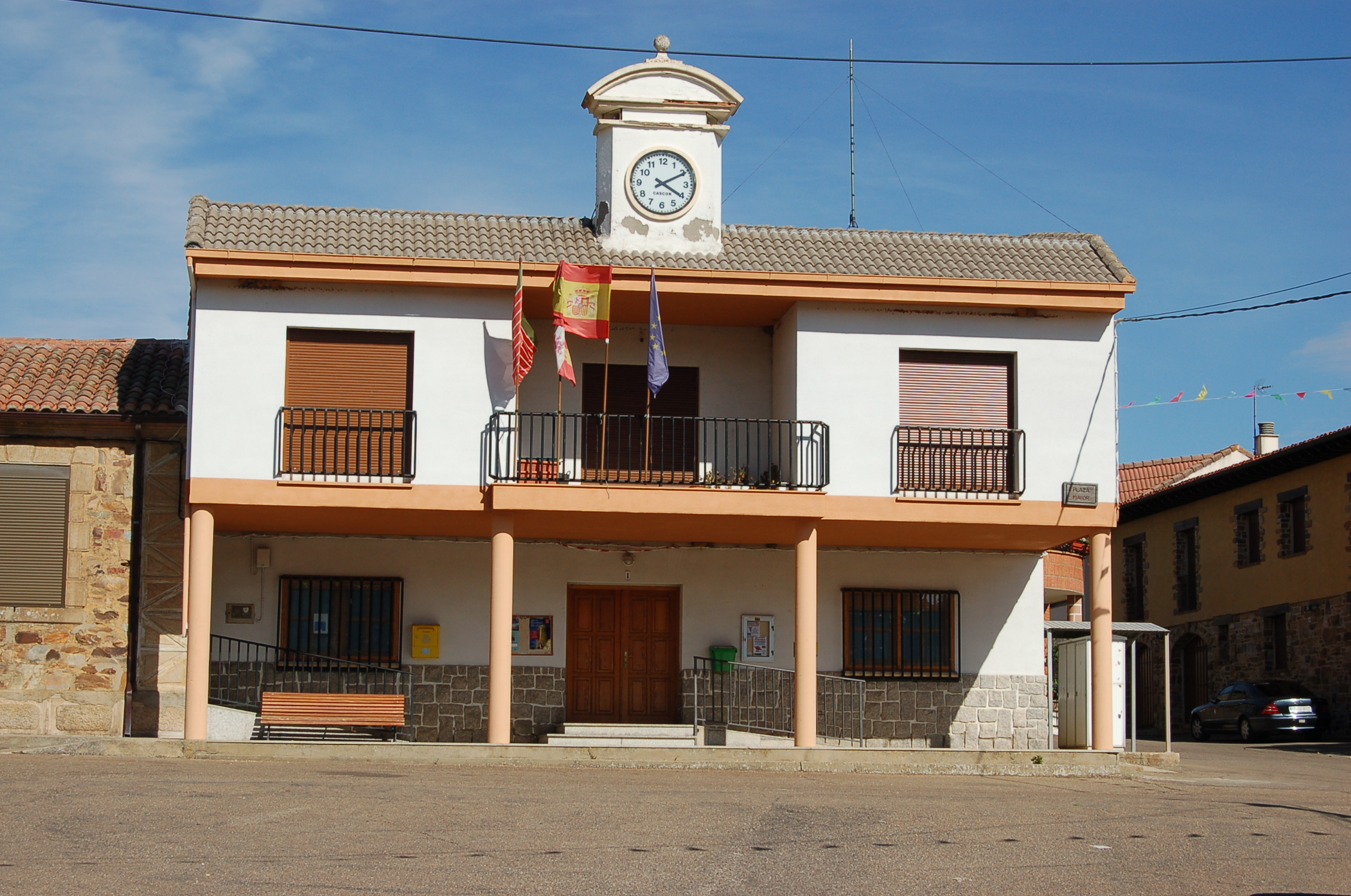
Rathaus